# Университет Абоме-Калави
Университет Абоме-Калави (фр. Université d'Abomey-Calavi) — публичный университет, находящийся в городе Абомей-Калави, на юге Бенина.

## История

### Университет Дагомеи
Был основан при поддержке Франции в 1971 году, под названием «Университет Дагомеи» (фр. Université du Dahomey). Учебное заведение было расположено в городе Абомей-Калави, находящемся в нескольких километрах от Котону, вопреки рекомендациям французской миссии по размещению его в республиканской столице Порто-Ново. Целью создания университета было разделение общего для Дагомеи и Того Института высшего образования Бенина. Через два года после создания университет насчитывал 52 преподавателя и 1097 студентов, спустя ещё год число учащихся увеличилось почти вдвое. Финансировался университет из бюджета Франции, вложения откуда составляли от 165 до 190 миллионов африканских франков в год.

### Национальный университет Бенина
В 1975 году со сменой названия Республики Дагомея на Бенин, сменил своё название и университет, отныне став называться «Национальный университет Бенина» (фр. Université Nationale du Bénin), это привело к тому, что в Бенине, Того и Нигерии одновременно стали существовать три университета с одним и тем же названием.

### Университет Абоме-Калави
В 2001 году университет приобрёл название по городу своего расположения: «Университет Абоме-Калави» (фр. Université d'Abomey-Calavi).
С 2006 года ректор и проректоры избирались университетским сообществом. Но с 2021 года, когда в Бенине произошла реформа высшего образования, ректор стал назначаться Советом министров страны. Нынешним ректором является профессор Фелисьен Авлесси, назначенный Советом министров 13 октября 2021 года. Генеральный секретарь и бухгалтер университета назначаются правительством.

## Структура

### Факультеты
Университет имеет 4 основных факультета, находящихся в Абоме-Калави, и 2 дополнительных, расположенных в других городах:
- Факультет литературы, искусств и гуманитарных наук
- Факультет технических наук
- Факультет права и политических наук
- Факультет экономики и менеджмента
- Факультет медицинских наук (Котону)
- Факультет сельскохозяйственных наук (Годоме[англ.])

### Школы, институты и научные центры
Профессионально ориентированные учебные заведения и докторские школы, входящие в структуру университета, расположены не только в Абомей-Калави, но и в Котону, Порто-Ново, Виде, Локосе и Дангбо.

#### Школы
- Высшая нормальная школа
- Высшая педагогическая школа технического образования
- Высшая Региональная школа международного бизнеса
- Национальная школа администрации и магистратуры
- Национальная школа информационных и коммуникационных наук и технологий
- Национальная школа прикладной экономики и менеджмента
- Школа науки и техники строительства и магистралей

#### Докторские школы
- Многопрофильная докторская школа: «Пространства, Культуры и Развитие»
- Кафедра прав человека и демократии ЮНЕСКО
- Докторская школа экономики и менеджмента
- Докторская школа инженерных наук
- Докторская школа наук о жизни
- Докторская школа прикладной химии
- Докторская школа математической физики
- Аспирантура по математике и теоретической физике
- Докторантура «Сельскохозяйственные науки»
- Докторантура «Физическое воспитание, спорт и развитие человека»

#### Институты
- Политехнический институт Абомей-Калави
- Институт арабского языка и исламской культуры
- Институт математики и физических наук
- Национальный институт молодежи, физического воспитания и спорта
- Университетский Технологический институт
- Региональный институт общественного здравоохранения
- Учебный и научно-исследовательский институт информатики

#### Научные центры
- Межфакультетный учебный и исследовательский центр по окружающей среде в интересах устойчивого развития
- Центр обучения и исследований в области народонаселения
- Бенинский центр иностранных языков